# Edward Pellew Quinan
Sir Edward Pellew Quinan KCB, KCIE, DSO, OBE, britanski general, * 9. januar 1884, † 13. november 1960.